# Bianca Bianchi
Pour les articles homonymes, voir Bianchi.
Bianca Bianchi, née le 31 juillet 1914 à Vicchio et morte le 9 juillet 2000 à Florence, est une enseignante, écrivaine et femme politique italienne.

## Biographie
À la mort de son père, forgeron et socialiste actif, elle s'installe à Rufina avec sa famille maternelle puis à Florence pour poursuivre ses études. Elle obtient sa maîtrise et s'inscrit à la faculté d'enseignement. En 1939, elle soutient une thèse, publiée en 1940, sous la direction d'Ernesto Codignola (it).
Enseignant à Gênes, à Bolzaneto, puis à Crémone, elle finit par perdre son emploi, dus à des différends avec ses supérieurs ; par exemple, elle refuse d'ignorer la culture et la civilisation juives, exclues du programme éducatif de l'État. Elle part professeur de langue italienne en Bulgarie, à partir de décembre 1941. En juin 1942, elle revient en Italie et rejoint Florence après la chute de Mussolini.
Elle participe aux actions antifacistes. En 1945, elle rejoint le Partito Socialista Italiano di Unità Proletaria de Giuseppe Saragat et Pietro Nenni.
Le 2 juin 1946, elle fait partie des 21 femmes élues à l'Assemblée constituante de la république italienne (les premières de toute l'histoire parlementaire du pays). À l'Assemblée constituante, elle intervient sur les problèmes d'éducation, des retraites et de l'emploi. En janvier 1947, elle rejoint le Parti social-démocrate italien.
En 1948, candidate en Sicile, elle est élue députée sur la liste unità socialista. En 1949, elle présente la première d'une série de propositions législatives au sujet de la protection juridique des enfants nés hors mariage : élargissement de la recherche de paternité, reconnaissance obligatoire par la mère, assistance aux mères célibataires, arrêt des discriminations envers les enfants nés hors mariage. Le projet législatif rencontre une résistance considérable et est finalement approuvé en 1953.
Battues aux élections, elle quitte la politique en 1953 et se consacre aux questions éducatives et à la création de l'École de l'Europe à Monte Senario, un centre éducatif d'expérimentation didactique, structuré selon la méthode de Johan Heinrich Pestalozzi, qui accueille des enfants de écoles primaires et secondaires de toute l'Italie centrale et septentrionale. Dans les mêmes années, elle collabore avec le journal La Nazione à Florence, s'occupant, entre autres, de la rubrique consacrée à l'éducation.
De 1970 à 1975, elle est conseillère municipale et adjointe à la mairie de Florence. Elle se consacre également à l'écriture.

## Livres
- Il problema religioso in Giovanni Gentile, La nuova Italia, Florence, 1940
- Figli di nessuno, Ed. di comunità, Milan, 1951
- Il sistema educativo di Maria Montessori, Le Monnier, Florence, 1952
- Amicizia per i nostri figli et L'esperienza di un'educazione nuova alla Scuola d'Europa, Opere nuove, Rome, 1962
- Milinkata, Il fauno, Florence, 1973
- Il sole nero, Il fauno, Florence, 1974
- Il colore delle nuvole, Firenze libri, Florence, 1993
- Principessa, Firenze libri, Florence, 1994
- Io torno a Vicchio, Giorgi & Gambi, Florence, 1995
- Vivrò ancora, Morgana, Florence, 1997
- La storia è memoria, ti racconto la mia vita, Giorgi & Gambi, Florence, 1998
- Il seme della terra, Giorgi & Gambi, Florence, 1999